# مزرعه رئیسی
مزرعه رئیسی یک منطقهٔ مسکونی در ایران است که در دهستان رودبار (دامغان) واقع شده‌است.